# The Wild Boys
Singles de Duran Duran
The Reflex
(1984) A View to a Kill
(1985)
The Wild Boys est une chanson du groupe Duran Duran sortie en single en 1984. C'est l'unique extrait de l'album live Arena, également sorti en 1984.
C'est l'un des plus gros succès du groupe, avec une 2e place au Billboard Hot 100 (pendant 2 semaines) et la même place au UK Singles Chart ou encore la 3e place en Australie.

## Historique
Russell Mulcahy, qui avait réalisé de nombreux clips pour Duran Duran, voulait à l'origine fait un long métrage adapté du roman Les Garçons sauvages - Un livre des morts de William S. Burroughs (The Wild Boys en version originale). Il voulait de plus que la musique de film soit signée Duran Duran. Simon Le Bon a commencé à écrire les paroles d'après un bref synopsis du livre fait par Russell Mulcahy.
Le single a également été sorti avec six pochettes alternatives : 5 avec chaque membre du groupe seul et une avec une photo du groupe.

## Clip
Le clip est tourné sous la direction du réalisateur australien Russell Mulcahy, qui avait déjà collaboré à plusieurs reprises avec le groupe.
Le clip a couté au total 1 million de dollars, ce qui en fait à l'époque le plus cher de l'histoire. Par ailleurs, il a nécessité la construction d'un décor gigantesque, qui a rempli entièrement le « plateau 007 » des Pinewood Studios. Les costumes et certains éléments rappellent le film Mad Max 2 : Le Défi sorti en 1981.
Une partie du clip est intégrée au film Arena (An Absurd Notion), sorti en VHS en 1985. La même année, le clip remporte le prix de la meilleure vidéo britannique aux Brit Awards.
Le clip sera présenté lors du 1er festival du vidéo-clip de Saint-Tropez en 1984.

## Liste des titres et différents formats
| 1. The Wild Boys – 4:14 2. (I'm Looking For) Cracks In The Pavement – 4:00 - La 2e chanson a été enregistrée au Maple Leaf Gardens de Toronto le 5 mars 1984. - Ce disque 7" existe également avec des pochettes alternatives avec chaque membre du groupe. 1. The Wild Boys (Wilder Than The Wild Boys) (Extended Mix) – 8:00 2. The Wild Boys – 4:16 3. (I'm Looking For) Cracks In The Pavement – 4:08 - La 3e chanson a été enregistrée au Maple Leaf Gardens de Toronto le 5 mars 1984. 1. The Wild Boys – 4:14 2. (I'm Looking For) Cracks In The Pavement – 4:00 - La 2e chanson a été enregistrée au Maple Leaf Gardens de Toronto le 5 mars 1984. | 1. The Wild Boys (Wilder Than The Wild Boys) (Extended Mix) – 8:00 2. The Wild Boys – 4:16 3. (I'm Looking For) Cracks In The Pavement – 4:08 - La 3e chanson a été enregistrée au Maple Leaf Gardens de Toronto le 5 mars 1984. 1. The Wild Boys – 4:16 2. (I'm Looking For) Cracks In The Pavement – 4:08 3. The Wild Boys (Wilder Than The Wild Boys) (Extended Mix) – 8:00 - La 2e chanson a été enregistrée au Maple Leaf Gardens de Toronto le 5 mars 1984. |

## Classements et certifications
| Pays et classements | Meilleure position |
| ------------------- | ------------------ |
| Royaume-Uni         | 2                  |
| États-Unis          | 2                  |
| Canada              | 2                  |
| Allemagne           | 1                  |
| Irlande             | 2                  |
| Italie              | 1                  |
| Autriche            | 2                  |
| Espagne (AFYVE)     | 3                  |
| Suisse              | 2                  |
| Australie           | 5                  |
| Norvège             | 6                  |
| France              | 13                 |
| Suède               | 19                 |
| Europe              | 1                  |

| Pays                  | Position | Ventes certifiées |
| --------------------- | -------- | ----------------- |
| Canada (Music Canada) | Or       | 50 000            |
| Allemagne (BVMI)      | Or       | 250 000           |
| Royaume-Uni (BPI)     | Argent   | 250 000           |
| États-Unis (BPI)      | Or       | 500 000           |

## Crédits
Duran Duran
- Simon Le Bon : chant principal
- Nick Rhodes : claviers, synthétiseur
- John Taylor : guitare basse
- Roger Taylor : batterie, percussions
- Andy Taylor : guitare

Autres
- Nile Rodgers : producteur et remix
- Jason Corsaro : ingénieur du son et mixage
- Assorted Images : pochette

## Reprises et utilisations dans la culture populaire
Plusieurs reprises de The Wild Boys ont été enregistrées, dont une par le groupe allemand de métal Atrocity, par les Danois de Mnemic ou encore par Eva Simons. Une reprise apparait également dans le téléfilm musical Je t'aime à l'italienne de 2014.
En 2008, elle apparait dans le film Le Fils de Rambow.
En 2013, la chanson est parodiée dans un épisode de la série Derek.
Le combattant de MMA croate Mirko Filipović a longtemps utilisé la chanson comme musique d'entrée sur le ring.